# Synergiepotenzial
Synergieeffekte (oder Synergiepotenziale) sind in der Betriebswirtschaftslehre und Mikroökonomie positive oder negative ökonomische Auswirkungen durch Synergien, die bei einer Kombination unterschiedlicher Aktivitäten, Güter oder Dienstleistungen eines Unternehmens oder bei Unternehmenszusammenschlüssen auch unbeabsichtigt auftreten und die Ertragslage verbessern oder verschlechtern können.

## Allgemeines
Das Wort Synergie stammt aus altgriechisch συνεργία synergía („gemeinsame Tätigkeit, Mitarbeit“) zu altgriechisch συνεργείν synergeîn „zusammenarbeiten“ und altgriechisch ἔργον ergon („Arbeit“). Der Begriff des Synergieeffekts ist abgeleitet von der Synergetik der Naturwissenschaften und fand in der Betriebswirtschaftslehre 1981 zunächst Anwendung durch Harry Igor Ansoff im Rahmen der Diversifikation. Synergie ist ein Ergebnis, das ohne eine Beziehung nicht in selber Höhe erzielt werden kann.
Synergieeffekte lassen sich als eine mögliche Auswirkung aus Synergiepotenzialen begreifen. Synergiepotenziale sind die noch latent vorhandenen Synergien. Die aus der Ganzheitsphilosophie stammende Aussage „das Ganze ist mehr (wert) als die Summe seiner Teile“ ist auch auf Synergieeffekte anwendbar. Allgemein entstehen Synergien aus der Kollusion, Kombination, Komplementarität oder Kooperation mehrerer Wirtschaftssubjekte, Wirtschaftsobjekte oder Systeme. Der Begriff wird in dieser Form überwiegend in der Betriebswirtschaftslehre und Mikroökonomie verwendet.

## Betriebswirtschaftslehre
Allgemeines
Bereits 1973 wurde ein Synergieeffekt darin gesehen, dass der Gesamterfolg eines Konzerns größer sein kann als die Summe aller Tochterunternehmen („{\displaystyle 2+2=5}-Effekt“). Während das Synergiepotenzial theoretisch erreichbare Auswirkungen unter idealen Rahmenbedingungen beschreibt, sind unter Synergieeffekten Auswirkungen zu verstehen, die sich infolge des Zusammenwirkens in der Realität ergeben. Grundsätzlich kann das Synergiepotenzial beziehungsweise der Synergieeffekt günstig, neutral oder ungünstig sowie für jeden der Akteure unterschiedlich ausfallen.
Synergieeffekte können in allen betrieblichen Funktionen (Beschaffung, Forschung und Entwicklung, Produktion, Finanzierung, Verwaltung, Vertrieb) innerhalb einer Funktion oder funktionsübergreifend vorkommen. In Beschaffung und Vertrieb liegt ein Synergieeffekt vor, wenn ein neues Produkt über dieselben Absatzwege verkauft werden kann wie bisherige Produkte. Gelingt es, mehrere Zulieferer in der Terminplanung zu einem einheitlichen Liefertermin zu koordinieren, ist die Just-in-time-Produktion ein Synergieeffekt, der Lagerkosten und Lagerrisiko minimiert oder erspart.
Arten
Externe Synergieeffekte („externe Synergien“) entstehen, wenn beim Unternehmenskauf das zu erwerbende Unternehmen Synergiepotenziale beinhaltet, die durch Integration (horizontale oder vertikale Integration) gehoben werden können. Das kann auch der Fall sein bei Übernahmen und Fusionen. Interne Synergien können durch die Verknüpfung von Organisationseinheiten wie Geschäftsfeldern oder die verbesserte Koordination des Filialnetzes freigesetzt werden.
Bei horizontalen Synergien unterstützen sich die zusammengeführten Organisationseinheiten gegenseitig. Vertikale Synergien entstehen, wenn eine Muttergesellschaft Einfluss auf die Ressourcen ihrer Tochtergesellschaft(en) nimmt oder ihnen Ressourcen bereitstellt. Hinsichtlich der funktionalen Form können additive, multiplikative und allgemeine Synergieeffekte unterschieden werden.
Je nach dem Umfang der von Synergien begünstigten oder belasteten Objekte oder Subjekte unterscheidet man:
- Universelle Synergien ergeben sich grundsätzlich bei jedem Zusammenwirken. Es kommt demzufolge nicht darauf an, ob die beiden Akteure das gleiche Produkt als Ergebnis ihrer Aktivitäten anstreben beziehungsweise der gleichen Branche entstammen. Üblicherweise tritt universelles Synergiepotenzial in den unterstützenden Wertschöpfungsstufen wie dem Finanz- und Personalwesen auf. Die Bündelung dieser Bereiche führt im günstigen Fall zur Abnahme der spezifischen Fixkosten.
- Endemische Synergien ergeben sich in identischen oder ähnlichen Wertschöpfungsstufen. Es ist daher grundsätzlich nicht bei allen Formen des Zusammenwirkens zu erzielen. Es entsteht beispielsweise infolge einer Bündelung von Produktionskapazitäten oder Vertriebskapazitäten.
- Spezifische Synergien treten definitionsgemäß nur in besonderen Einzelfällen des Zusammenwirkens auf. Spezifische Tatbestände wie Patente des einen und passende Vertriebskanäle des anderen Akteurs sind hier beispielhaft zu nennen.

Diese drei Arten können einmalig oder dauerhaft wirksam sein.
Synergieeffekte müssen nicht stets positive Auswirkungen haben, auch negative sind möglich.

## Mikroökonomie
In der Wirtschaft entstehen Synergieeffekte (Kostensynergien) durch Skaleneffekte (englisch economies of scale), Verbundeffekte (englisch economies of scope), Dichtevorteile (englisch economies of density) und Netzwerkeffekte (englisch economies of networks). Sie können durch verschiedene Formen der Zusammenarbeit (z. B. durch Kooperation oder Kollusion) angestrebt werden, z. B. durch Joint Ventures oder durch die Fusion von zwei oder mehr selbstständigen Unternehmen zu einem Unternehmen (Unternehmenskauf).
Maßstab für das Ausmaß synergetischer Wirkungen ist der Unternehmenswert (Shareholder value) als „das Ganze“, der im Regelfall höher ist als das Reinvermögen. Ist er beispielsweise nach einer Unternehmensübernahme höher als vorher, haben sich positive Synergieeffekte ausgewirkt.
Die zusammenarbeitenden Wirtschaftssubjekte sind in der Regel bestrebt, Nutzenmaximierung zu betreiben. Das kann dazu führen, dass einer von ihnen mehr Nutzen hat als ein anderer.

## Spieltheorie
Die Spieltheorie untersucht mit wissenschaftlichen Methoden Vorgänge, bei denen Nutzeffekte auch implizit (ohne gezielte Planung) auftreten, z. B. in Konkurrenzsituationen. Theoretische Grundlagen für die Spieltheorie erarbeitete u. a. John Nash; er stellte 1950 das Nash-Gleichgewicht vor. In einem Nash-Gleichgewicht ist es keinem der Akteure möglich, sich durch Abweichen von der langfristigen Bindung an eine synergetische Beziehung zu verbessern. Synergieeffekte können beispielsweise auftreten, wenn im Mannschaftssport Spieler in die Mannschaft eingewechselt werden, die sich während des Spiels als „Koalitionsgewinn“ herausstellen. Schießt ein gerade eingewechselter Spieler ein Tor, ist der positive Synergieeffekt messbar.
Manche Marktteilnehmer konkurrieren und kooperieren; dies nennt man Coopetition oder Koopetition. Auch ihr Tun und Unterlassen ist ein Erkenntnisobjekt der Spieltheorie.

## Wirtschaftliche Aspekte
Positive Synergieeffekte entstehen insbesondere beim Zusammenführen von Unternehmensaktivitäten mindestens zweier Unternehmen im Bereich der Beschaffung (Einkaufsgemeinschaft; Mengenrabatte), Produktion (bessere Kapazitätsauslastung) oder Vertrieb (gemeinsame Nutzung von Vertriebswegen). Sie führen zur Kostensenkung, Verbesserung der Kostenstrukturen und/oder Umsatzerhöhung und damit zu Kostenvorteilen gegenüber der Konkurrenz. Dis gilt auch für strategische Allianzen.